# ریهاب
ریهاب (انگلیسی: R3hab؛ زادهٔ ۲ آوریل ۱۹۸۶) با نام اصلی فضیل الغول دی‌جی، تهیه‌کننده موسیقی، و آهنگ‌ساز اهل پادشاهی هلند است. او در سال ۲۰۱۲ در جایگاه دوازدهم لیست صد دی‌جی برتر سال توسط مجله دی‌جی قرار گرفت. وی از سال ۲۰۰۸ میلادی تاکنون مشغول فعالیت بوده‌است.